# 哈吉乌玛尔·夏布旦
哈吉乌玛尔·夏布旦（1925年—2011年2月11日），又记作哈吉胡玛尔·夏布旦、哈吉·乌马尔·夏布旦、哈吉乌买尔·夏布坦等，中国哈萨克族当代作家。

## 生平
哈吉乌玛尔·夏布旦1925年出生于苏联坦瑟克。后因1932年苏联大饥荒随家人逃往中国新疆。1942年起在乌鲁木齐市师范学校读书，1945年参加“三区革命”活动。中华人民共和国成立后，先后从事教育、编辑和出版等工作。1944年开始创作文学作品。在文化大革命期间，夏布旦参加了一个民族主义的吉尔吉斯族和哈萨克族组成的社团。1958年，作为“右派”和“民族主义者”而被判处20年有期徒刑，于1978年被平反并获释。1986年12月 30日，因被指控创建了与哈萨克斯坦有联系的名为“希望”的间谍组织而被判处15年有期徒刑，并在乌鲁木齐市的1号监狱服刑，这是他第三次被捕。他于2011年2月15日去世。

## 作品
诗作：《所以》、《这是什么时代》等；
中篇小说：《在幸福的大道上》；
诗集《抒情诗与叙事诗选集》；
长篇小说《罪行》（三部曲）等。

## 奖项
其长篇小说《罪行》获第二届全国少数民族文学创作 “骏马奖”。